# Oreonoma funesta
Oreonoma funesta är en fjärilsart som beskrevs av W. Warren 1901. Oreonoma funesta ingår i släktet Oreonoma och familjen mätare. Inga underarter finns listade i Catalogue of Life.